# Uriga mannan gijeok
Uriga mannan gijeok (우리가 만난 기적?), noto anche con il titolo internazionale The Miracle We Met, è un drama coreano del 2018, trasmesso da KBS2 dal 2 aprile al 29 maggio dello stesso anno il lunedì e il martedì sera.

## Trama
A causa di un incidente stradale, lo spirito di Song Hyun-chul si reincarna in quello di un altro uomo dal medesimo nome e con la stessa età, ma con una storia completamente diversa. Per Hyun-chul inizia così una vera avventura, ritrovandosi a doversi occupare contemporaneamente di due famiglie.